# Jakob (patriark)
Jakob er en patriark fra Bibelen.
Ifølge Det Gamle Testamente var Jakob søn af patriarken Isak og tvillingebroder til Esau. Jakob er fader til tolv sønner: Ruben, Simeon, Levi, Juda, Dan, Naftali, Gad, Asher, Issakar, Zebulon, Josef og Benjamin af hvilke Israels tolv stammer opstår. Beretningerne om Jakob kan læses i Første Mosebog, kapitel 25-36. Nogle af de vigtigste beretninger om Jakob er den om Jakobsstigen i kapitel 28 og den om Jakobs kamp i kapitel 32. 